# سوانته تورسون
سوانته تورسون (به انگلیسی: Svante Thuresson) (زادهٔ ۷ فوریهٔ ۱۹۳۷
– درگذشتهٔ ۱۰ مهٔ ۲۰۲۱) خواننده سوئدی بود.
او نماینده سوئد در یوروویژن ۱۹۶۶ بود.